# William de Wiveleslie Abney

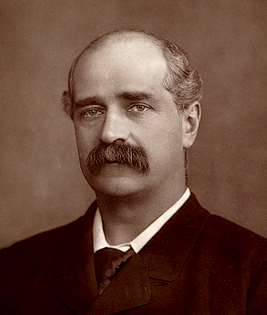
Captain W. de W. Abney, C.B., R.E., F.R.S.

Sir William de Wiveleslie Abney (* 24. Juli 1843 in Derby; † 3. Dezember 1920 in Folkestone) war ein britischer Chemiker und Fotograf.

## Leben und Wirken
Abney wurde als Sohn eines Geistlichen geboren. Nach Besuch der Königlichen Militärakademie diente er bei den Royal Engineers in Indien.
Zurück in England 1869 arbeitete er Lehrer für Chemie an der School of Military Engineering in Chatham. In dieser Stellung hatte er viel Zeit für seine chemischen Experimente. Hier begann er mit dem Fotografieren. Sein Buch von 1871 'Instructions in Photography' (Anweisungen zur Fotografie) wurde ein Standard-Werk.
1874 unternahm er eine Expedition nach Ägypten. Gemeinsam mit Warren de la Rue, der die Teleskop-Vorrichtung baute, machte er astronomische Aufnahmen über den Transit der Venus. Abney hatte die Emulsion und die Entwickler-Flüssigkeit beigesteuert. Sie hatten über 2000 wunderschöne – aber nutzlose – Aufnahmen gemacht und waren um eine Erfahrung reicher. Abney konnte seinen Vorgesetzten zu einem „Survey“ von Ägypten überzeugen, so dass er dort viele Aufnahmen machte, die er dann 1876 in seinem Buch „Thebes and Its Five Greater Temples“ veröffentlichte.
Er verließ Chatham 1877 und wurde Zivilangestellter der Abteilung „Wissenschaft und Kunst“. Schnell wurde er eine der Hauptfiguren in der britischen Fotografie.
Abney arbeitete über die chemischen Grundlagen der Fotografie, vor allem der Farbfotografie. Außerdem lieferte er Beiträge zum Mehrfarbendruck, zur Farbenlehre (Abney-Gesetz: Die Leuchtdichte einer durch additive Farbmischung erhaltenen Farbe ist gleich der Summe der Leuchtdichten der einzelnen Mischkomponenten) und zum Farbensehen sowie über Astrofotografie und Astrofotometrie.
Der nach ihm benannte Abney-Effekt beschreibt die nur im menschlichen Auge erscheinende Farbveränderung durch Zumischung von Weiß. Weitere wahrnehmungspsychologische Erscheinungen sind nach ihm und Wilhelm von Bezold zusammengefasst als Bezold-Abney-Phänomen benannt.
1878–79 entwickelte er Emulsionen für die Sofortbild- und Infrarotfotografie. Er erfand 1873 den Ölumdruck, entdeckte 1880 die Eignung des Hydrochinons als fotografische Entwicklersubstanz. Jetzt war es möglich, entsprechendes Fotopapier für Abzüge herzustellen.
1870 trat er der Photographic Society (später bekannt als Photographic Society of Great Britain, bis heute als Royal Photographic Society) bei, die ihn 1878 als ersten mit ihrer Progress Medal (engl. für Fortschrittsmedaille) auszeichnete. 1876 wurde er zum „Fellow“ der Royal Society gewählt, die ihn 1882 mit der Rumford-Medaille auszeichnete. Er war Präsident der Gesellschaft 1892–1894, 1896 und 1903–1905. Außerdem war er von 1893 bis 1895 Präsident der Royal Astronomical Society sowie von 1895 bis 1897 Präsident der Physical Society of London. Seit 1885 war er Fellow der Royal Society of Edinburgh.
1890 wurde er für seine Verdienste zum Ritter geschlagen.
Auf seine Initiative wurde eine fotografische Sammlung im South Kensington Museum angelegt, die später Sammlung des Science Museum wurde und die Grundlage bildete für das „National Museum of Photography“ in Bradford.

## Veröffentlichungen
- Chemistry for Engineers. 1870.
- Instructions in Photography. 1871.
- Thebes and Its Five Greater Temples. Sampson Low, Marston, Searle & Rivington, London 1876.
- W. de W. Abney, E. R. Festing: Intensity of Radiation through Turbid Media. Proceedings of the Royal Society of London. Volume 40, 1886, S. 378–380. (Published by the Royal Society)
- W. de W. Abney, E. R. Festing: Colour Photometry. Part III. In: Proceedings of the Royal Society of London. Volume 50, 1891–1892, S. 369–372.